# 国务院专题学习
国务院专题学习制度，是中国国务院的集体学习制度，于2023年4月23日正式建立。

## 背景
2023年3月，李强当选为新一届中国国务院总理，他在同月13日答记者问时指出，为了切实加强政府自身建设，进一步转变职能、提升效能、改进作风，需要抓好“大兴调查研究之风”等几项工作。

## 历次国务院专题学习
以下表格记录的是历次专题学习的基本情况。
| 次数 | 日期           | 主题                                                               | 主持人 | 讲解人                                 | 发言人员                                       |
| ---- | -------------- | ------------------------------------------------------------------ | ------ | -------------------------------------- | ---------------------------------------------- |
| 1    | 2023年4月23日  | “完整、准确、全面贯彻新发展理念，牢牢把握高质量发展首要任务”       | 李强   | 王昌林（中国宏观经济研究院院长）       | 何立峰、张国清、谌贻琴                         |
| 2    | 2023年6月9日   | 深入学习贯彻习近平总书记关于主题教育的重要讲话和指示批示精神       | 李强   | 无                                     | 全体国务院副总理和国务委员                     |
| 3    | 2023年8月21日  | “加快发展数字经济，促进数字技术与实体经济深度融合”                 | 李强   | 陈纯（中国工程院院士）                 | 丁薛祥、张国清、刘国中                         |
| 4    | 2023年10月31日 | “深入实施知识产权强国战略，有效支撑创新驱动发展”                   | 李强   | 易继明（北京大学教授）                 | 丁薛祥、张国清、谌贻琴                         |
| 5    | 2023年12月20日 | “打造市场化法治化国际化一流营商环境，持续激发市场活力和社会创造力” | 李强   | 罗培新（华东政法大学教授）             | 丁薛祥、王小洪、吴政隆                         |
| 6    | 2024年2月26日  | “建立健全公平竞争制度，加快完善全国统一大市场基础制度规则”         | 李强   | 王一鸣（中国国际经济交流中心副理事长） | 何立峰、刘国中、吴政隆                         |
| 7    | 2024年4月22日  | “进一步深化资本市场改革，促进资本市场平稳健康发展”                 | 李强   | 刘俏（北京大学光华管理学院院长）       | 丁薛祥、刘国中、王小洪、何立峰（提交书面发言） |
| 8    | 2024年6月5日   | “深入贯彻实施国务院组织法，扎实推进法治政府建设”                   | 李强   | 马怀德（中国政法大学校长）             | 丁薛祥、何立峰、吴政隆                         |
| 9    | 2024年8月26日  | “实施积极应对人口老龄化国家战略，推动养老事业和养老产业协同发展”   | 李强   | 吴玉韶（复旦大学教授）                 | 刘国中、王小洪、谌贻琴                         |
| 10   | 2024年10月8日  | “增强宏观政策取向一致性，强化政策协同提升实施效果”                 | 李强   | 黄汉权（中国宏观经济研究院院长）       | 丁薛祥、张国清、王小洪                         |
| 11   | 2024年12月16日 | “加快落实行政裁量权基准制度，进一步提升行政执法规范化水平”         | 李强   | 胡建淼（中央党校、国家行政学院教授）   | 何立峰、张国清、吴政隆                         |
| 12   | 2025年2月20日  | “坚持促消费和惠民生相结合，大力提振消费扩大国内需求”               | 李强   | 刘元春（上海财经大学校长）             | 丁薛祥、何立峰、谌贻琴                         |
| 13   | 2025年4月17日  | “加强预期管理，协同推进政策实施和预期引导”                         | 李强   | 高培勇（中国社会科学院学部委员）       | 何立峰、张国清、吴政隆                         |
| 14   | 2025年6月9日   | “深化科技成果转化机制改革，推动科技创新和产业创新融合发展”         | 李强   | 刘庆 （长三角国家技术创新中心主任）    | 张国清、刘国中                                 |